# Entoloma subg. Trichopilus
Entoloma subg. Trichopilus ist eine Untergattung aus der Gattung der Rötlinge. Wegen der faserigen bis schuppigen Hutoberfläche werden die Arten dieser Gruppe auch Filz-Rötlinge genannt.
Die Typusart ist der Braunblättrige Filz-Rötling (Entoloma jubatum).

## Merkmale
Die Fruchtkörper haben eine ritterlingsartige, manchmal auch schlanke und fast helmlingsartige Gestalt. Die Hutfarbe bleibt beim Abtrocknen unverändert (nicht hygrophan). Die Oberfläche ist faserig bis schuppig beschaffen. Das Pigment ist intrazellulär, die sterilen Elemente an den Lamellenschneiden (Cheilozystiden) sind manchmal kopfig geformt. Schnallen an den Querwänden (Septum) der Pilzfäden (Hyphen) sind meist vorhanden.

## Systematik
- Schleimzystiden-Filz-Rötling – Entoloma conocybecystis Noordeloos & Liiv 1992
- Glimmeriger Filz-Rötling – Entoloma elodes (Fries 1821 : Fries 1821) P. Kummer 1871
- Braungerandeter Rötling – Entoloma fuscomarginatum P.D. Orton 1960
- Braunblättriger Filz-Rötling – Entoloma jubatum (Fries 1821 : Fries 1821) P. Karsten 1879
  - Braunfilziger Rötling – Entoloma jubatum var. fuscotomentosum (F.H. Møller 1945) E. Ludwig 2007
- Porphyrbrauner Filz-Rötling – Entoloma porphyrophaeum (Fries 1857) P. Karsten 1879
- Grindiger Rötling – Entoloma scabiosum (Fries 1836) Quélet 1886